# إمارة شرق الأردن

علم إمارة شرق الأردن منذ 1928 الذي أصبح فيما بعد علم المملكة الأردنية الهاشمية بعد الاستقلال عام 1946.

خريطة إمارة شرق الأردن، الجزء الأحمر كان تحت السيادة الأردنية في عهد الإمارة وأصبح سعوديا، الجزء الأخضر كان يتبع للسعودية وأصبح أردنيا في عهد المملكة، بموجب اتفاقية تبادل أراضي بين الدولتين، سمحت للأردن بزيادة طول خطه الشاطئي على خليج العقبة عدة أميال.

إمارة شرق الأردن هي كيان سياسي ذو حكم ذاتي رسميًا منذ 1921 حتى تاريخ إعلان استقلال المملكة الأردنية الهاشمية في 1946. وشملت معظم الأراضي الواقعة شرقي نهر الأردن، ومنه أخذت هذه التسمية. مع ذلك، هناك آراء أخرى بشأن أصل اسم المملكة، ويقال أنه كلمة "جوردان" التي تتألف من "جور" و"دان"، تشير إلى الرافدين الشماليين لنهر الأردن. مع مرور الزمن، تحولت الكلمة إلى "أوردان" ومن ثم إلى "أردن". كما تعني كلمة "الأردن" الشدة والغلبة. وهناك من يقول إن "الأردن" هو اسم لأحد أحفاد نوح. أما الاسم الإغريقي للأردن فهو "يوردانيم" (Jordanem) و"جوردن" (Jordan)، ويعني المنحدر أو السحيق. عندما أسس الملك عبد الله بن الحسين الإمارة الأردنية، أطلق عليها اسم "إمارة الشرق العربي".
بعد نهاية الحرب العالمية الأولى سعت كل من فرنسا وبريطانيا إلى تنفيذ اتفاقية سايكس بيكو الموقّعة بينهما عام 1916 والقاضية باقتسام الهلال الخصيب بينهما، على أن تشمل السيطرة الفرنسية منطقة الدولة السورية الحالية ولبنان وجزءًا من العراق، والسيطرة البريطانية مجمل المناطق العراقية وفلسطين وشرق الأردن، فيما سمي بعد ذلك بالانتداب.
وكانت جيوش الدولتين قد دخلت بعد هزيمة الدولة العثمانية في الحرب إلى بعض هذه المناطق. كما كان التواجد البريطاني مقبولًا إلى حد ما، في الأوساط الشعبية كنتيجة للوعود البريطانية المعقودة للحسين بن علي بالمساعدة على استقلال سوريا موحدة، بناء على مطالب المؤتمر السوري.
وكان الحكم الفيصلي قد بدأ يضع قواعده في دمشق. ولكن الجيوش الفرنسية دخلت دمشق بعد معركة ميسلون ووضعت حدًا لهذا الحكم لتقيم سلطتها الانتدابية تنفيذًا لاتفاقية سايكس - بيكو. وانتشرت في الأوساط الشعبية فكرة بأن الجيوش الفرنسية قد تتابع زحفها إلى شرقي الأردن لتضمها إلى منطقة نفوذها تعويضًا عن الجزء العراقي الذي لم تمكنها بريطانيا من السيطرة عليه (بحسب تقسيمات سايكس - بيكو الأولى). وعمَّ الخوف في شرقي الأردن من الاحتلال الفرنسي خصوصًا وأن الإدارة البريطانية قد وعدت الأهالي بإدارة محلية منفصلة عن فلسطين (وغير مشمولة بوعد بلفور)، كما وعدتهم بعدم تجنيدهم في الجيش وبعدم نزع السلاح منهم، وبإمكانية تنصيب أحد أبناء الشريف الحُسين بن علي حاكمًا على المنطقة.
وفي 2 سبتمبر 1920 اجتمع رؤساء القبائل في أم قيس مع أحد الضباط البريطانيين وقدّموا له مذكرة خطية بما يطالبون بريطانيا به. وأجابهم المسؤول البريطاني خطيا. ومن أهم مطالبهم:
- إقامة حكومة وطنيّة تضم لوائي الكرك والسلط وقضائي جرش وعجلون (مجمل أراضي المملكة حاليا) وحوران وقضاء القنيطرة، وقبول الانتداب البريطاني على هذه الدولة.
- أن يرأس هذه الحكومة أمير عربي وأن لا تكون لها علاقة بحكومة فلسطين البريطانية وأن تمنع الهجرة اليهودية إلى أراضيها ويمنع بيع أراضيها لليهود.
- أن يكون لها جيش وطني تدعمه بريطانيا بالسلاح، وتمنع الفرنسيين من احتلال أراضيها. وأن تحافظ هذه الدولة على إيواء جميع السياسيين السوريين اللاجئين اليها.
- وأن يكون لها تمثيل خارجي كامل كدولة مستقلة.

وعلى إثر ذلك تألَّفت في شرق الأردن حكومات محلية استعانت بمستشارين بريطانيين.
وكانت المقاومة الشعبية للاحتلال الفرنسي في مناطق تواجده قد بلغت أوجها. وكتب عدد من المواطنين إلى الشريف الحُسين بن علي يطلبون إليه إيفاد أحد أنجاله لمتابعة المقاومة استمرارًا لقناعتهم بخُطى الثورة العربية الكبرى. وأخبر الشريف حُسين الجنرال البريطاني إدموند ألنبي بهذه الرسائل. واستقر رأيه على إرسال نجله الأمير عبد الله ليترأّس المقاومة، وأوعز إليه بالتوجه إلى مدينة معان. ووصل الأمير عبد الله معان في 21 نوفمبر 1920.
وكانت بريطانيا في ذلك الوقت تهيئ قواتها في العراق لاسترجاع مراكزها بعد الثورة العراقية. واهتمت بريطانيا وفرنسا بقدوم الأمير عبد الله، وجرت بينهما اتصالات بهذا الشأن. واحتجت فرنسا على قدومه خصوصًا وأنه أعلن نفسه نائبًا عن أخيه فيصل ملك سوريا المنفي في ذلك الحين. ووجَّه الدعوة
إلى جميع أعضاء المؤتمر السوري المنحل للالتحاق به. وأعلن عزمه على متابعة النضال وتأليف حكومة سورية وحدوية. وأصدر منشور «إلى أهالي سورية» يعلن ما جاء من أجله. ويبدو أنَّ الاستجابة لم تكن كافية. كما تبيَّن للأمير أن القيام بأعباء هذه الحركة بحتاج إلى المال، وهو لا يملك مالًا. حتّى أنه اضطر أن يقترض ثلاثة آلاف دينار من عودة أبو تايه.
تخوف البريطانيون والفرنسيون من قدوم الأمير عبد الله، ومن أن يؤدي ذلك إلى ارتفاع حدة المقاومة وتوسيعها ضد نفوذ الدولتين، فنشطت الاتصالات بينهما مجددًا حول المسألة السورية وضرورة تهدئة الأوضاع في سوريا كلها. واستعجلت المحافل الدولية في وضع الأطر «الشرعية» والتنظيمية لانتداب الدولتين على سوريا وتثبيت تقسيمها. خصوصًا وأن اتصالات جرت بين الأمير عبد الله وكمال أتاتورك بواسطة غالب الشعلان أثارت تخوّف بعض الخبراء البريطانيين من أن يكون وراءها خطط وحركات مرتبطة بسياسات دول أخرى. وقد قدر بعض هؤلاء الخبراء أن يكون لهذه الاتصالات علاقة بالسياسة البلشفية.
طلبت الدوائر السياسية في لندن من الملك فيصل الاتصال بوالده لإيقاف أي حركات عدائية لبريطانيا في شرقي الأردن. وبعد عدة اتصالات أوفد الملك فيصل صبحي الخضراء أحد أعوانه إلى عمّان بحمل توصيات لأخيه الأمير عبد الله وبدأت المفاوضات بين الملك فيصل والبريطانيين في لندن بتاريخ 23 ديسمبر 1920.
واستمرت هذه المفاوضات إلى أن تسلَّم تشرشل وزارة المستعمرات البريطانية التي أُنيط بها حل المسألة السورية. وأثناء هذه المفاوضات حاول المندوب السامي على فلسطين هربرت صموئيل (وهو يهودي) أن يقنع حكومته على احتلال شرقي الأردن احتلالًا كاملًا ليطبق عليها ما يطبق على فلسطين. وقد فشل صموئيل في ذلك نتيجة لجهود الملك فيصل الذي كان يلح على الوزارة البريطانية بضرورة التفاهم مع أبيه وتسوية القضية السورية تسوية مُرضية للجانبين. وتم الاتفاق مبدئيًا على إنشاء حكومتين وطنيتين في العراق وشرقي الأردن.
يبدو أن بريطانيا قد أرادت بذلك فعلاً أن تهدئ الأمور «وتعوض» بهذا الاتفاق عن سياستها في فلسطين.
واتصل تشرشل بالأمير عبد الله من القاهرة وأبلغه رغبته بالاجتماع به في القدس. وتم الاجتماع في 28 و29 و30 مارس 1921. وكانت نتيجة المحادثات ما يلي:
1. - تؤسس في شرقي الأردن حكومة وطنية برئاسة الأمير عبد الله.
2. - تكون هذه الحكومة مستقلة استقلالا تاما.
3. - تساعد بريطانيا هذه الحكومة ماديا لسد نفقات إقامة قوة عسكرية غايتها توطيد الأمن.
4. - تسترشد هذه الحكومة برأي مندوب بريطاني يقيم في عمّان.
5. - يتعهد الأمير عبد الله بمنع «الاعتداءات من شرقي الأردن على سوريا وفلسطين».
6. - تسعى بريطانيا لتحسين العلاقات بين الأمير عبد الله والسلطة الفرنسية في سوريا.
7. - تنشئ بريطانيا مهبطي طائرات في عمّان وزيزيا.
8. - يعتبر مشروع الاتفاق بمثابة تجربة مدتها ستة أشهر. فإن كان ملائما للطرفين استمر العمل به، وإلا يعاد النظر فيه.

وقد أعلن الأمير عبد الله أثناء المحادثات عن اعتقاده بأن أفضل سبيل لحل مشاكل المنطقة هو إقامة حكم واحد في فلسطين وشرقي الأردن برئاسة عربية فرفض تشرشل ذلك لأن حكومته تريد تنفيذ وعودها لليهود.
وعاد الأمير عبد الله إلى عمّان. وهكذا تأسست إمارة شرقي الأردن. وقد رأى الأمير عبد الله ومرافقوه أن مبادئ الاتفاق ستشكل خطوة إيجابية أولية في مصلحة المنطقة فوافقوا عليها. وتحقق بذلك أساس للاستقرار ولمسيرة الاستقلال، في حين بقيت مناطق أخرى من سوريا الطبيعية (لبنان وسوريا وفلسطين) تعاني من مظالم الحكم الأجنبي.
وقد استعان الأمير عبد الله في إدارة دفة الحكم برجال أكْفاء ومخلصين. وكانت أول حكومة أردنية بعد عودة الأمير من القدس وتأسيس الإمارة في 11 أبريل 1921.

## الأردن قبل عهد الإمارة

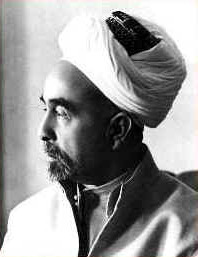
الأمير عبد الله بن الحسين، الذي أصبح فيما بعد الملك عبد الله الأول.

تعود جذور الحياة السياسية في الأردن والذي عرف سابقاً باسم شرقي الأردن إلى فترة الحكم العثماني باعتباره جزء من سوريا العثمانية وفي أواخر العهد العثماني وتحديداً في عام 1908 مثل شرق الأردن بنائب في مجلس المبعوثان ضمن ولاية سوريا، حيث مثل المنطقة عن لواء الكرك في الجنوب والشمال عن لواء عجلون وبعد انتهاء الحكم العثماني وباعتبار شرقي الأردن جزء لا يتجزأ من الدولة السورية التي أعلنها الأمير فيصل بن الحسين شارك الأردن في المؤتمر العام الذي عقده الأمير فيصل عام 1919 لتدارس وضع دستور للدولة وكذلك المشاركة في الانتخابات التي تم بموجبها انتخاب أعضاء المؤتمر ومثل الأردن فيها عشرة أعضاء منتخبين باستثناء الشمال الأردني وركزت قرارات المؤتمر على الاستقلال ووحدة سوريا والاتحاد مع العراق وشارك الأردن بالمؤتمر الثاني أيضا الذي عقد في سنة 1920 ولكن لم يكتب لهذا المؤتمر النجاح بسبب البدء بتنفيذ اتفاقية سايكس بيكو من قبل بريطانيا وفرنسا لتصبح سوريا تحت الانتداب الفرنسي بعد معركة ميسلون (23/7/1920) وسقوط الحكومة العربية التي أسسها الملك فيصل (حيث طلبت القوات الفرنسية منه المغادرة، فغادر إلى درعا ثم إلى شرق الأردن ثم واصل المساعي السياسية في أوروبا) في دمشق اما شرقي الأردن فقد وقع تحت النفوذ الإنجليزي بعد أن أوعزت الحكومة البريطانية لمندوبها السامي في فلسطين هربرت صموئيل التوجه نحو شرق الأردن لامتلاك زمام المبادرة حيث قامت بتشكيل حكومتين محليتين الأولى في الكرك والأخرى في عمّان وتم تشكيل حكومة ثالثة فيما بعد في صما تضم كافة مناطق شمال الأردن وأصبح الأردن يخضع للنفوذ البريطاني بناءً على الاتفاق السابق مع الفرنسيين في عام 1916.

## الحكومات المحلية
لم تكن الحكومات المحلية وليدة صدفة أو أمر رفاهي بقدر الضرورة لوجود كيان يتولى شؤون الحكم في شرقي الأردن. في 21 أغسطس 1920 اجتمع المندوب السامي هربرت صموئيل (الذي تم تعيينه في يونيو 1920) مع زعماء شرقي الأردن (زعماء الكرك وعمان وعجلون والسلط والطفيلة والولاية الصماويه) في السلط، حيث خلص المجتمعون إلى تأسيس الحكومات الآنفة الذكر مع وجود عدد من 4 إلى 5 ضباط سياسيين، وقد كان السبب في تعدد الحكومات المحلية هو (صعوبة المواصلات والخصومات بين القبائل) <برقية للمندوب السامي>، وتم تشكيل الحكومات في مدن السلط وإربد والكرك.
1. حكومة إربد: تم في أم قيس عقد اجتماع بوجود الضابط البريطاني في 2/9/1920 مع اعيان المنطقة قدم الحاضرون مطالبهم في عريضة قام بصياغتها القائم مقام علي خلقي الشرايري منها: وجود أمير عربي للحكومة ومجلس عام لسن القوانين ومنع الهجرة اليهودية والعفو عن المجرمين السياسيين داخل المنطقة وتولي إدارة سكة حديد الحجاز وأن يكون شعار هذه الحكومة العلم السوري وغيرها، حيث وافق الضابط البريطاني على بعضها واحال المطالب الأخرى للمندوب السامي، وظهرت عدد من الحكومات الخاصة منها.
2. حكومة صما: والفها ابن العريض 3 يوليو 1920.
3. حكومة دير يوسف: ألفها الشيخ كليب الشريدة زعيم الكورة مقرها دير يوسف واختير نجيب الشريدة قائم مقام لها.
4. حكومة عجلون: أسسها الشيخ راشد الخزاعي سنجق جبل عجلون وعين علي نيازي التل كقائم مقام لها.
5. حكومة الرمثا: أسسها فواز باشا البركات الزعبي.
6. حكومة جرش: ضمت قضاء جرش وعشائر بني حسن وناحية المعراض وتم تعيين محمد علي المغربي كقائم مقام لها.[2]
7. حكومة الكرك: وقد كان الاتفاق بين زعماء القبائل على بقاء رفيفان باشا المجالي متصرفا لها، ثم في 19 سبتمبر 1920 تم إجراء الانتخابات لاختيار ما أطلق عليه «المجلس العالي».
8. حكومة ولاية الطيبة: الفها عبد الرحمن العلي ثم انشقت بعد أشهر عن الكيان الإنجليزي مع تاليف حكومة من كافة عشائر الشمال.
9. حكومة السلط: تألف مجلس الشورى في لواء البلقاء لكي يساعد المتصرف في شؤون الإدارة. الضباط البريطانيين المبتعثين

أما الضباط البريطانيون المبتعثون، فهم:
- في السلط: الميجر كامب.
- في عمّان: كابتن برانتون ثم كابتن ألن كركبرايد.
- في الطيبة: ميجر سمرست ثم قتل فيها ومن معه.
- في الكرك: ميجر كلينفيك ثم كابتن ألن كركبرايد.
- في جرش: كابتن مونكتون.
- قائد قوة الاحتياط في عمّان: كابتن بيك.

لم تكن الفترة للحكومات طويلة حيث كانت 7 إلى 8 أشهر، لتستطيع أن تخلق الحد المعقول من الاستقرار والأمن، ومن أسباب ضعف الحكومات المحلية:
- الروح القبلية والعصبية العشائرية.
- عدم وجود شخصية اعظم شأن من الزعماء المحليين.
- عدم وجود قوة عسكرية كافية.
- عدم تأليف حكومة مركزية واحدة بل حكومات متعددة.

## تأسيس إمارة شرقي الأردن
يرتبط تأسيس امارة شرقي الأردن بوصول الأمير عبد الله بن الحسين إليها (الذي كان يشغل منصب وزير خارجية الدولة العربية في الحجاز) بناءً على الدعوات التي وجهت للشريف الحسين بن علي من قبل اعيان ووجهاء مناطق شرقي الأردن وكذلك أعضاء حزب الاستقلال الذين جاؤا للأردن من سوريا بعد معركة ميسلون 1920، وبعد وصول الأمير عبد الله إلى مدينة معان في 21 نوفمبر 1920 بعد رحلة شاقة لمدة 27 يوم مع حاشيته و500 من الحرس بالقطار، بدأ بدعوة أهالي شرق الأردن وحكوماتها المحلية للالتفاف حوله مما حذا بالفرنسيين اعتبار وصول الأمير عبد الله إلى شرق الأردن امراً خطيراً يهدد وجودها في سوريا وذلك بسبب تصريح الأمير عبد الله انه جاء لاحياء الثورة التي اخمدت في حوران، وان قدومه للمشاركة في الدفاع عن أوطانهم، واعلن نفسه وكيلا للامير فيصل، وفكر في أن تكون معان العاصمة المؤقتة لحكومة سوريا في المنفى ((إن قدوم الأمير إلى معان كان على أنها جزء من أرض الحجاز هي والعقبة، بالرغم من أن بريطانيا كانوا يعتبروها من ضمن اتفاقية سايكس_بيكو)) ودعا أعضاء المؤتمر السوري للحضور إلى معان، وارسل علي بن الحسين الحارثي ممثلا له في عمان.
وبعد مبايعة الأمير في معان أو في عمان (بيد علي بن الحسين الحارثي)، طلب الزعماء من الأمير التوجه إلى عمان، وبعد مباحثات سافر الأمير إلى عمان في 29/2/1921 ووصل في2/3/1921، وقبل ذلك قام تشرشل بعقد مؤتمر القاهرة لإيجاد أقتراحات لعرضها على الأمير.
وخاطبت الحكومة الفرنسية الحكومة البريطانية لممارسة ضغوطها على الشريف حسين لاتخاذ الخطوات الكفيلة بايقاف ابنه الأمير عبد الله واستعدادها للدخول إلى الأردن إذا اقتضى الأمر ذلك، وفعلاً قامت بريطانيا بالتوسط لدى الشريف حسين لمنع الأمير عبد الله من القيام بأي شيء، مقابل ان تحقق بريطانيا لأهالي شرقي الأردن حكماً لانفسهم تحت حكم الأمير عبد الله، وعليه تم ايفاد وزير المستعمرات ((تشرتشل)) لمقابلة الأمير عبد الله في آذار عام 1921 وتم الاتفاق على تاسيس الإمارة وإنشاء حكومة دستورية أعلن عنها في 11/4/1921 وكان أول رئيس لها رشيد طليع، وبذلك اختفت الحكومات المحلية واندمجت في حكومة واحدة هي حكومة امارة شرقي الأردن وماطلت بريطانيا بالاعتراف في حكومة شرق الأردن حتى 25 مايو 1923 بعد الاعتراف الرسمي من قبل المندوب السامي البريطاني بالحكومة الأردنية شريطة تمكن حكومة الإمارة من الإيفاء بالتزاماتها العهدية عن طريق معاهدة نفذت بين الطرفين (صك الانتداب) الذي اعطى الإمارة حق الاستقلال بعد مضي خمس سنوات شريطة توفر المقومات اللازمة لذلك بمعنى تثبيت الوضع الدستوري للامارة.

## مصاعب وعقبات
واجه تأسيس الأمارة بعض المستجدات كان على الأمير وحكومته مواجهتها تدور حول التمرد والعصيان والاعتداءات والمخاطر الخارجية منها:
- ثورة الكورة 1921-1922
- مهاجمة المجاهدين السوريين الجنرال غورو 1921
- تمرد عشائر الصماويه في جمهورية صما 1923
- غزوات الإخوان الوهابيين 1922-1924
- تمرد عشائر بني حسن 1922.

## الاستقلال الأول 15 أيار 1923
في 15 مايو 1923 م أقيم حفل رسمي شارك فيه رجالات الأردن وفلسطين وأيضا السير هربرت صموئيل ومعه الجنرال كلايتون الذي يعمل في المكتب العربي في القاهرة والذي كان له دور كبير خلال عمليات الثورة العربية الكبرى، وقد ألقى الأمير عبد الله خطبة طويلة استهلها بمقدمة تاريخية عن مجد الأمة العربية وما اصاب هذه الأمة بعد العهد العباسي من تغييب وطمس، حيث قال «فوقعت النهضة العربية المباركة على يد من اختاره الله سبحانه وتعالى قواما لها وقائدا لأمورها». ويتحدث عن مفاوضاته مع ملك بريطانيا مثمناً اعترافه باستقلال هذا القسم من المملكة العربية وان الحكومة ستشرع بتعديل قانون الانتخاب ووضع القانون الأساسي لشرق الأردن.
وشكر كل الذين ساهموا في إنجاز المعاهدة أو في خطوات الاستقلال وارساء قواعد الدولة، وخص بالشكر المندوب السامي في فلسطين وكبير المعتمدين المستر فلبي (Velbi) وتناول فرنسا في حديثهِ حيث يقول: «اني لآمل ان يكون موقف الدولة الفرنسية الفخيمة تجاه قضيتنا العربية المقدسة وتجاه القسم الشمالي الباقي من وطننا المحبوب آخذ بها إلى عهد جديد كاف للدلالة على احترام أبناء الثورة الفرنسية لحرية الاقوام واستقلالها....»
ويضيف عن يوم الاستقلال: «واني آمل ان يكون هذه اليوم سعيداً للامة تتخذه عيداً تظهر فيه سرورها وحبورها ومنه تعالى نستمد العون ونسأله ان يطيل بقاء وتوفيق جلالة أمير المؤمنين مولانا الحسين بن علي بن محمد بن عون والله ولي التوفيق....»

## الإصلاحات السياسية في بدء عهد الإمارة 1923
بعد أن تم تشكيل أول حكومة في عهد الإمارة شهدت الإمارة أول محاولات الإصلاح في نيسان عام 1923 عندما قرر الأمير عبد الله تاليف مجلس أطلق عليه اسم (مجلس الشورى) ومع ان هذا المجلس لم يعبر عن الحياة الديمقراطية والبرلمانية بمفهومها الكامل إلا أنها كانت اللبنة الأولى لإنشاء مجلس نيابي منتخب، واستمر العمل بهذا المجلس حتى عام 1927 وقد تركزت جهود الأمير والقوى السياسية في تلك الفترة على الاستقلال التام ووضع دستور للإمارة بعد توفر الشرط الذي طالبت به بريطانيا وهو وجود مجلس نواب وحكومة، لإعطاء حق الاستقلال التام للإمارة إلا أن بريطانيا استمرت بوضع العراقيل امام الأمير عبد الله وكان الهدف من وراء ذلك هو كسب الوقت حتى يتسنى لها الحصول على اتفاق مكتوب مع الإمارة يضمن مصالحها وبالمقابل لم تتوقف محاولات الأمير عبد الله بتنظيم الحياة السياسية رغم العراقيل البريطانية لإفشال مشروع دستور 1928، حيث ساد السخط الشعبي، وتم رفع شكوى إلى عصبة الأمم من قبل الوفود الشعبية للمطالبة بايفاد لجنة نزيهة للنظر في تحقق المطالب الوطنية مما دفع بريطانيا إلى الغاء مشروع دستور 1928، وكذلك قانون الانتخاب وتقليص السيادة باتباع القوات العسكرية المحلية لاوامر التفتيش في جيوش الإمبراطورية البريطانية، وكذلك قيامها بسلسلة من الإجراءات وتقييد الحريات السياسية الممنوحة للإمارة، وتقليص المساعدات المالية المقدمة للإمارة، الأمر الذي وضع البلاد في حالة هياج عام.
حاولت بريطانيا بعدها تهدئة الأمور بطريقة الترهيب والترغيب إلى أن بريطانيا وتحت الضغط الشعبي وافقت على بعض الإصلاحات ومن أهمها منح الإمارة مجلس تشريعي منتخب في عام 1928، والسماح بتشكيل حكومة وطنية ولكن بقاء هذه الحكومة والمجلس كان مرهون بالتوقيع على المعاهدة البريطانية مع الأردن، وهذا ما تم بالفعل في 16/4/1928 ولكن ليس بالسهولة المتوقعة، حيث تمت المساومة أيضاً مقابل التوقيع على انتزاع العديد من الحقوق لصالح البلد وكان من أهمها: أن المعاهدة بينت شرق الأردن دولة ذات كيان معترف به ومستقل، ويتولى السلطة أمير للبلاد، وكذلك تحسين الأوضاع وعلى الاخـص في المجالات التالية:-
أولاً: التعليـم، حيث تم زيادة نفقات التعليم وزيادة عدد المدارس في الإمارة وزيادة عدد المعلمين.
ثانياً: الزراعـة، العمل على توجيه الناس للعمل في الزراعة، وتوسيع الرقعة الزراعية، ومنح القروض للمزارعين، وصرف التعويضات عن الاضرار الناجمة عن مواسم القحط التي مرت بها الإمارة، واستيراد البذور المحسنة وتوزيعها على المزارعين.
ثالثاً: انصاف الأردنييـن في الوظائف العامة مقابل المهاجرين العرب الموجودين في الإمارة وعلى الأخص الذين قدموا بعد معركة ميسلون في سوريا، وكذلك التخلص من الموظفين المعارين من الحكومات المجاورة واستبدالهم بالأردنيين.

## إلحاق معان والعقبة إلى الإمارة في حزيران 1925
لقد أخذت الإمارة الأردنية شكلها الجغرافي بعد هذا الحدث حيث، تأخر إلحاق ولاية الطيبة بالإمارة لـ 4 سنوات وذلك لأسباب تعود لثورة عبد الرحمن العلي على الإنجليز إضافة لغزواته على الفرنسيين في حوران، حيث كانت تابعة لسوريا في العهد العثماني، ومن 1918-1920، ولكن وفي زيارة للشريف الحسين أقتنع الأمير بالتنازل عن مبادرته تجاهها، فقبل الشريف بشرط أن يكون التنازل ضمن اتفاق مع الوالي حينها عبد الرحمن العلي، على أن تبقى السيادة لدولة الحجاز، وتم ذلك في 18/3/1924،
ولكن بعد الهجوم السعودي على الحجاز في منتصف سبتمبر 1924 وتنازل الشريف عن العرش ومبايعة نجله الأول علي، ومن جملة نتائج ذلك أن تنازل الملك علي عن المنطقتان للأمير عبد الله في 25/6/1925، وبعد 20 وقد تم حينها القضاء على شعلان في زيارة له في عجلون من قبل الإنجليز.

## حكومة عبد الله سراج 1931
تم حل مجلس النواب في عام 1931، وانتخاب مجلس جديد في نفس العام وشكل الشيخ عبد الله سراج الحكومة الجديدة، وشهدت الإمارة في تلك الفترة زيادة ملحوظة في عدد السكان، مما حذا بالحكومة تطوير قانون الانتخاب ليتلاءم مع هذه الزيادة، وكانت الإمارة في تلك الفترة مقسمة إلى ثلاث دوائر انتخابية هي الكرك، البلقاء وعجلون، وتضم تلك الدوائر كافة المناطق والالوية الأخرى فيها، وبالمقابل لم يغب عن ذهن الأردنيين في هذه الفترة سواء عبر المجلس المنتخب أو من خلال الضغوط الشعبية كما كان هو عليه الحال سابقاً المطالبة بالغاء المعاهدة البريطانية أو تعديلها في أسوء الأحوال من خلال فتح باب المفاوضات مع الحكومة البريطانية، ولكن كما هي العادة لم تصغ بريطانيا لهذه المطالب بل قامت بالتشدد وتضيق الحريات، حيث عمدت إلى تعطيل الصحف الصادرة بالإمارة أو الداخلة إليها من الأقطار المجاورة لما لها من دور فاعل في إثارة الرأي العام.
ونظراً لمرور البلاد في مواسم قحط فقد أصبحت الحالة سيئة، وزاد التذمر والضغط الشعبي مما حذا بالحكومة البريطانية إلى تخفيف القيود والإيعاز للحكومة المشكلة إلى اعفاء المزارعين من من جزء كبير من الضرائب والقروض الزراعية المستحقة عليهم، والقيام بالعديد من المشاريع، وفتح الطرق وقام المجلس المنتخب بالضغط على الحكومة وتعديل العديد من المواد في قانون المطبوعات وبشكل خاص ما يتعلق بإنشاء الصحف.

## فصل السلطات
لقد أصبح هناك وعي لدى الأردنيين في مفاهيم الديمقراطية وأهمها الفصل التام بين السلطات الثلاثة وكان ذلك واضحاً في محاولة مجلس النواب إسقاط حكومة عبد الله سراج، إلا أن عدم وجود التجربة الكافية للمجلس جعل الحكومة تكمل مدتها الدستورية عام 1934.

## إمارة شرق الأردن 1934-1942
تم تشكيل حكومة جديدة برئاسة إبراهيم هاشم في عام 1934، ثم أجريت انتخابات نيابية في نفس العام، وتميز الوضع في تلك الفترة بالهدوء النسبي. إلا أن ما يحدث في فلسطين والخطر الصهيوني طغى على أفكار الناس وعلى الأخص مشروع روتنبرغ الذي سهل إطلاق يد الصهيونية في الشرق وبشكل خاص في فلسطين.
في أعقاب ذلك طالبت القوى الوطنية الأهالي بعدم بيع أو تأجير أراضيهم دون علم الحكومة، استمر الحال حتى عام 1937 ليتم تشكيل حكومة جديدة برئاسة إبراهيم هاشم حيث شهدت هذه الفترة زيادة في تعداد سكان الإمارة وهجرة العديد إليها من الدول المجاورة بسبب ظروف الاستعمار في تلك الدول.
أما على الصعيد السياسي فقد تم ترخيص حزب سياسي جديد سُمـي حزب الإخاء الأردني في 1937 واعتبر أول حزب شرق أردني بعد توقف حزب الشعب في 1933 والذي تأسس في عام 1927 برئاسة هاشم خير، وكذلك أحزاب أخرى مثل الحزب المعتدل في 1930، وحزب اللجنة الوطنية للمؤتمر الأردني في 1933، وكذلك حزب الاستقلال والذي كان أغلب اعضاؤه غير أردنيين من الثوار السوريين الذين جاؤا للأردن بعد هزيمة الثورة في سوريا. وعندما نجح الأمير المؤسِّـس عبد الله الأول بن الحسين في إقناع الإنجليز باستثناء شرقي الأردن من وعد بلفور بقي اليهود على قناعتهم بأن شرقي الأردن جزء من أرض إسرائيل المزعومة، فأخذت الوكالة اليهودية التي كانت بمثابة القيادة العامة ليهود العالم تخطط لاختراق شرقي الأردن على أصعدة كثيرة منها شراء الأراضي بواسطة قلة من العملاء والسماسرة، ولكن الصعيد الأهم الذي حاولت الوكالة اليهودية اختراقه كان محاولة اختراق الحياة السياسية وخاصة الأحزاب الأردنية التي كانت ناشطة في تلك المرحلة، وكانت أول محاولة يهودية في هذا المجال محاولة اختراق الحزب الحر المعتدل الذي أعلن عن تأسيسه في 24 يونيو 1930 من خلال تسريب أحد السياسيين الذين كانت تحوم حوله شبهات التعامل مع الوكالة اليهودية ليكون أحد مؤسِّـسي الحزب، ولكن هذه المحاولة باءت بالفشل أمام وعي رجالات الحركة الوطنية الأردنية وخاصة الزعيم الشركسي القبرطاي سعيد المفتي حبجوقة الذي ما أن اكتشف وجود اسم محمد الأنسي بين أسماء المؤسِّـسين حتى بادر في اليوم التالي 25 يونيو إلى الانسحاب من الحزب مُشكـِّكاً بأهداف الحزب ومبدياً خشيته من أن تكون الغاية من تأسيس الحزب محاربة الأحزاب الوطنية بما يخدم أهداف المستعمرين الإنجليز للأردن آنذاك وبما يخدم الأطماع الصهيونية التي كان الوزير الأنسي متهماً بإقامة علاقات مع قيادتها المسمَّاة بالوكالة اليهودية، ولم تلبث أن توالت الانسحابات في نفس اليوم الذي أعلن فيه المفتي انسحابه حيث قدم الشيخ رفيفان المجالي والشيخ هاشم خير والشيخ محمد الحسين العواملة والأستاذ نظمي عبد الهادي استقالاتهم من الحزب الحر المعتدل فانفرط عقد الحزب ولمَّـا يُـكمل اليومين من العمر. ضم حزب الإخاء أهم الزعامات الأردنية في تلك الفترة والتي كان لها أيضاً تجربة نيابية بممارستها للحياة البرلمانية في المجلس سابقاً ومنهم رفيفان المجالي، وماجد العدوان، ومثقال الفايز، واعترف بابن العريض زعيما لولاية صما شمالاً وفاز من الحزب في الانتخابات التي عقدت في عام 1937 ثمانية نواب.
شهدت فترة ما بعد عام 1937 توترات داخلية وصدام مع الحكومة المعينة للمطالبة بالمزيد من الحريات العامة ومعارضة الشعب للنفوذ البريطاني وكذلك وهو الأهم كان هناك دعم شعبي حقيقي للثوار في فلسطين، وتطوع العديد للقتال هناك، ونتيجة لهذه الظروف تجاوبت الحكومة في تعديل بعض القوانين ومنها: قانون البلديات، قانون الملكية، الأحوال الشخصية.

## على المستوى الدولي
لقد كان دخول إمارة شرق الأردن إلى جانب بريطانيا في الحرب العالمية الثانية (1945) هو أحد أهم القرارات التي اتخذتها الحكومة برئاسة إبراهيم هاشم آنذاك، وقامت الحكومة باستخدام قانون الدفاع الصادر في عام 1935 بإعلان الاحكام العرفية واعتبرت ألمانيا وإيطاليا دول معادية، وتم تمديد عمر المجلس المنتخب خمس سنوات أخرى اضافية بمقتضى قانون خاص وقد تجاوبت القوى الوطنية مع وقوف الإمارة في الحرب مع بريطانيا أملاً بان يحتسب هذا الموقف لدى البريطانيين للحصول على الاستقلال التام بعد انتهاء الحرب.

## إمارة شرق الأردن 1942-1946
تم تشكيل حكومة جديدة عام 1942 برئاسة توفيق أبو الهدى وتم تعديل قانون الانتخاب لتصبح الإمارة أربعة دوائر انتخابية هي (الكرك، البلقاء، معان، اربد).

## أهم الأحداث التي واكبت تلك الفترة
على الصعيد الداخلي:
1. العمل على رفع مستوى التعليم من خلال زيادة المخصصات المالية للمعارف، وفتح المدارس في أغلب مناطق الإمارة.
2. دعم القطاع الزراعي وتخفيف أعباء القروض الزراعية.

على الصعيد الخارجي:
استمر وقوف الإمارة إلى جانب بريطانيا في الحرب العالمية الثانية على أمل حصول الإمارة على الاستقلال من وراء ذلك وقد كان هناك وعود بريطانية سابقة تعد الأردن بالاستقلال بعد انتهاء الحرب.
تأييد الوحدة الشاملة مع الأقطار العربية:
وقد ترافق ذلك مع المفاوضات العربية التي بدأت من أجل إنشاء الجامعة العربية والتي انتهت بتصديق الأردن على ميثاق جامعة الدول العربية بتاريخ 22 مارس 1945 وكان ذلك في عهد رئيس الوزراء آنذاك سمير الرفاعي.

## الاستقلال
بناءً على موقف الإمارة في الحرب العالمية الثانية ونظراً لضغوط القوى الوطنية بالمطالبة بالاستقلال، فقد تمت دعوة الأمير عبد الله إلى لندن والدخول في مفاوضات انتهت بعقد معاهدة تحالف جديدة بتاريخ 22 مارس 1946 تلغي معاهدة 1928 واعتراف بريطانيا بالإمارة دولة مستقلة كاملة الاستقلال، والأمير عبد الله ملكاً عليها، ورفع مستوى التمثيل بين البلدين إلى مستوى سفارة، وعلى اثر ذلك تم دعوة مجلس النواب إلى الانعقاد حيث ألغى العمل بالقانون الأساسي لعام 1928 واعلن الأردن مملكة مستقلة ذات سيادة في عام 1946 وتم تعديل الدستور، الذي أصبح يعرف فيما بعد بدستور 1946.